# カルメン (バンド)
カルメン（Carmen）は、1970年から1975年まで活動したアメリカとイギリスのバンド。彼らのスタイルは、ロック、プログレッシブ、フラメンコの音楽とダンスを融合したものであった。カルメンのファースト・アルバム『宇宙の血と砂』は、『ローリング・ストーン』誌の史上最も偉大なプログレッシブ・ロック・アルバム50枚のリストで46位にランクされている。

## 略歴
このグループは、フラメンコギターの訓練を受けたメキシコ系アメリカ人でカリフォルニアンであるデヴィッド・クラーク・アレンによって結成された。当初はロサンゼルスの7人組バンドだったが、1973年1月にイギリスのロンドンに拠点を移し、すぐにメンバーはクインテットとして安定した。
ロンドンで彼らは、当時のロック・スター数名と親交を深め、その中にはデヴィッド・ボウイ（ミッドナイト・スペシャル「1980フロア・ショー」に出演させて彼らを国際的に紹介した）、マーク・ボラン（ポール・フェントンが彼のスタジオおよびツアーでのドラマーとなった）、ブライアン・フェリーなどがいた。プロデューサーのトニー・ヴィスコンティの協力を得て、カルメンは3枚のアルバム、『宇宙の血と砂』(1973年)、『舞姫 - スペインの恋物語』(1974年)、『ジプシーの涙』(1975年) をリリースした。1975年の初めまでに、バンドは最大の成功を収め、サンタナ、ブルー・オイスター・カルト、エレクトリック・ライト・オーケストラのコンサートでオープニング・アクトとして演奏し、ジェスロ・タルの前座として3か月間ツアーを行った。その後、グループがロングビュー・ファームで『ジプシーの涙』のレコーディング中に一連の不幸な出来事が発生した。ポール・フェントンは膝に重傷を負い、長年にわたってドラマーとしてのキャリアを止めることとなった。カルメンとトニー・ヴィスコンティは音楽関係に終止符を打ち、バンドのマネージャーも去った。カルメンは1975年、最後のアルバムを完成させた直後に解散し、ジョン・グラスコックはジェスロ・タルに加入した。

## 音楽
カルメンのステージ・パフォーマンスでは、ロベルト・アマラルとアンジェラ・アレンが特別に増幅されたステージ・フロアで踊り、彼らのフラメンコ・サパテアードが音楽に不可欠でパーカッシブなアクセントとなった。彼らのサウンドにはスペインの影響があり、フラメンコ風のアコースティック・ギターの間奏、時折入るスペイン語の歌詞、フェデリコ・ガルシーア・ロルカを彷彿とさせる裏切られた愛のテーマ、カスタネットなどがあり、これらすべてが伝統的なロックのリズム・セクションによってサポートされている。

## メンバー
- デヴィッド・クラーク・アレン (David Clark Allen) - リード・ボーカル、アコースティック・フラメンコ・ギター、エレクトリック・ギター、シンセサイザー、メロトロン、ピアノ、バッキング・ボーカル、歌詞 (1970年-1975年)
- アンジェラ・アレン (Angela Allen) - リード・ボーカル、シンセサイザー、メロトロン、ピアノ、バック・ボーカル、ダンサー (1970年-1975年)
- ロベルト・アマラル (Roberto Amaral) - リードおよびバック・ボーカル、作詞、ダンサー (1971年-1975年)
- ジョン・グラスコック (John Glascock) - ベース、ベースペダル、シンセサイザー、リードおよびバック・ボーカル、歌詞 (1972年-1975年)
- ポール・フェントン (Paul Fenton) - ドラム、パーカッション、バック・ボーカル (1973年-1975年)
- ブライアン・グラスコック (Brian Glascock) - ドラム (1970年-1973年)
- デニス・トレロトラ (Dennis Trerotola) - リード・ボーカル (1970年-1971年)
- アダム・ムーディ (Adam Moody) - ギター (1970年-1971年)
- マーク・ムーディ (Mark Moody) - ベース (1970年-1971年)
- ヴィセンテ (Vicente) - ダンサー (1970年-1971年)
- リック・チャベス (Rick Chavez) - ギター (1971年-1972年)
- マーク・アンソニー (Mark Anthony) - ギター、作詞/音楽 (1970年-1972年)
- ナイジェル・グリッグス (Nigel Griggs) - ベース (1971年-1972年) ※ナイジェルは、1977年から1984年までスプリット・エンズというバンドでベースを演奏し、1986年から1992年までシュネル・フェンスターでも演奏した[2]。

## ディスコグラフィ
最初の2枚のアルバムは、2006年10月にエンジェル・エアー・レコードから2枚組CDセットとして再発された。カルメンの3枚目のアルバム『ジプシーの涙』も2007年5月にエンジェル・エアー・レコードから同じく2枚組CDセットとして再発された。2枚目のCDは『Widescreen』と題され、デヴィッド・クラーク・アレンによる新しいインストゥルメンタル音楽が収録されている。
デヴィッドがローレンス・エリオット＝ポッターと結成したバンド、ワイドスクリーン（Widescreen）は、ブエナ・ビスタ・ソシアル・クラブ、エリアデス・オチョア、オホス・デ・ブルッホをサポートし、イギリスのフェスティバル・サーキットで長年定期的に演奏した。

### アルバム
- 『宇宙の血と砂』 - Fandangos in Space (1973年)
- 『舞姫 - スペインの恋物語』 - Dancing on a Cold Wind (1974年)
- 『ジプシーの涙』 - The Gypsies (1975年)